# Oana Pantelimon
Oana Manuela Pantelimon (născută Oana Mușunoi, n. 27 septembrie 1972, Tecuci, Galați, România) este o fostă atletă română, specializată în săritură în înălțime, laureată cu bronz la Sydney 2000.

## Carieră
La Campionatul Mondial din 2001 s-a clasat pe locul 9. În anul următor a terminat a patra la Campionatul European. La Jocurile Olimpice din 2004 de la Atena s-a clasat pe locul 7. Cel mai bun rezultat personal în exterior este de 1,99 metri, realizat în septembrie 2000, în Sydney.
În anul 2014 a stabilit un nou record mondial de veterani cu o săritură de 1,80 m.
După retragerea din activitate a devenit antrenoare și a pregătit-o pe Daniela Stanciu.
Este căsătorită cu fostul scrimer olimpic Gabriel Pantelimon.
În 2000 ea a fost decorată cu Ordinul Național „Pentru Merit” în grad de cavaler și în 2004 a primit Ordinul Meritul Sportiv clasa a III-a.

## Realizări
| An   | Competiție                      | Locație                    | Loc | Note   |
| ---- | ------------------------------- | -------------------------- | --- | ------ |
| 1992 | Jocurile Olimpice               | Barcelona, Spania          | 29  | 1,86 m |
| 2000 | Jocurile Olimpice               | Sydney, Australia          | 3   | 1,99 m |
| 2001 | Campionatul Mondial             | Edmonton, Canada           | 9   | 1,90 m |
| 2002 | Campionatul European de în sală | Viena, Austria             | 8   | 1,90 m |
| 2002 | Campionatul European            | München, Germania          | 4   | 1,89 m |
| 2003 | Campionatul Mondial în sală     | Birmingham, Marea Britanie | 9   | 1,92 m |
| 2003 | Campionatul Mondial             | Paris, Franța              | 14  | 1,88 m |
| 2003 | Jocurile Mondiale Militare      | Catania, Italia            | 3   | 1,86 m |
| 2004 | Campionatul Mondial în sală     | Budapesta, Ungaria         | 14  | 1,86 m |
| 2004 | Jocurile Olimpice               | Atena, Grecia              | 7   | 1,93 m |
| 2005 | Campionatul European în sală    | Madrid, Spania             | 9   | 1,85 m |
| 2005 | Campionatul Mondial             | Helsinki, Finlanda         | 13  | 1,91 m |
| 2007 | Campionatul European în sală    | Birmingham, Marea Britanie | 11  | 1,89 m |
| 2007 | Campionatul Mondial             | Osaka, Japonia             | 28  | 1,84 m |

## Recorduri personale
| Probă            | Performanță | Dată               | Locație    |
| ---------------- | ----------- | ------------------ | ---------- |
| înălțime         | 1,99 m      | 30 septembrie 2000 | Sydney     |
| înălțime în sală | 1,95 m      | 15 martie 2003     | Birmingham |